# Меркало
Мерка̀ло (на италиански: Mercallo; на ломбардски: Marcal, Маркал) е село и община в Северна Италия, провинция Варезе, регион Ломбардия. Разположено е на 277 m надморска височина. Населението на общината е 1814 души (към 2017 г.).